# Nicolas Marini
Nicolas Marini (Iseo, província de Brescia, 29 de juliol de 1993) és un ciclista italià, professional des del 2015. Actualment corre a l'equip Nippo-Vini Fantini.

## Palmarès
- 2011
  - Vencedor d'una etapa a la Tre Ciclistica Bresciana
- 2013
  - 1r al Trofeu Visentini
  - 1r al Circuit Casalnoceto
  - 1r al Circuit Alzanese
  - 1r al Circuit Molinese
- 2014
  - 1r a La Popolarissima
  - 1r a la Milà-Busseto
  - 1r a la Coppa San Bernardino
  - 1r al Circuit de Sant'Urbano
  - 1r a la Coppa Belricetto
  - 1r al Gran Premi della Possenta
  - 1r al Memorial Carlo Valentini
- 2015
  - Vencedor d'una etapa a la Volta al Japó
  - Vencedor de 3 etapes a la Volta a la Xina II
- 2016
  - Vencedor d'una etapa a la Volta a la Xina I
  - Vencedor d'una etapa a la Volta al llac Qinghai
  - Vencedor d'una etapa a la Volta al llac Taihu
- 2017
  - Vencedor d'una etapa a la Volta al llac Qinghai
  - Vencedor d'una etapa de la Volta al llac Taihu
- 2018
  - Vencedor d'una etapa de la Volta a Albània